# Seiya Sugishita
Seiya Sugishita (jap. 杉下 聖哉, Sugishita Seiya; * 15. April 1988 in der Präfektur Saitama) ist ein japanischer Fußballspieler.

## Karriere
Seiya Sugishita unterschrieb seinen ersten Vertrag bei Saitama SC in Saitama, einem Verein, der in der  Japanese Regional League spielte. 2011 wechselte er nach Indien und schloss sich Sporting Clube de Goa an. Der Verein spielte in der Zweiten Liga, der I-League 2nd Division. Zu seinem ehemaligen Verein Saitama SC kehrte er Mitte 2013 zurück. Nach Thailand zog es ihn im Juli 2014. Hier unterschrieb er einen Vertrag beim Zweitligisten Trat FC. Nach zwei Jahren ging er wieder zum Saitama SC. Anfang 2017 wechselte er wieder nach Thailand, um sich den Zweitligisten Rayong FC aus Rayong anzuschließen. Nach Vertragsende nahm ihn im Januar 2019 Ligakonkurrent Khon Kaen FC unter Vertrag. Für den Klub aus Khon Kaen absolvierte er 56 Spiele. Chiangmai FC, ein Zweitligist aus Chiangmai, verpflichtete ihn zur Saison 2021/22. Für den Zweitligisten aus Chiangmai stand er 22-mal in der Liga auf dem Spielfeld. Im Juli 2022 ging er wieder nach Rayong, wo er einen Vertrag beim ebenfalls in der zweiten Liga spielenden Rayong FC unterschrieb. Nach sieben Zweitligaspielen wurde sein Vertrag im Sommer 2023 nicht verlängert. Der Drittligist Bankhai United FC nahm in Ende August unter Vertrag. Mit Bankhai spielte er achtmal in der Eastern Region der Liga. Nach der Hinrunde wurde sein Vertrag nicht verlängert.